# Tomás de Iriarte
Tomás de Iriarte, né le 18 septembre 1750 à Puerto de la Orotava (aujourd’hui Puerto de la Cruz), sur l’ile de Tenerife et mort le 17 septembre 1791  à Madrid, est un poète, fabuliste, dramaturge et traducteur espagnol en manière de néoclassicisme.

## Biographie
Issu d’une famille très cultivée d’aristocrates dont plusieurs membres se sont distingués comme auteurs et comme humanistes, Tomás de Iriarte s’établit, l’âge de quatorze ans, à Madrid chez le bibliothécaire de Ferdinand VI, son oncle Juan d’Iriarte. Il étudie, étant déjà habile en latin, le grec, le français et la littérature espagnole sous sa direction. Son oncle ayant fait ses études au collège Louis-le-Grand avec le père Porée, cette circonstance a dû agir puissamment sur l’esprit de son neveu, le dirigeant sans doute dans l’acquisition de vastes connaissances, et ne fut pas sans influence sur les préférences qu’il ne cessa de témoigner pour les chefs-d’œuvre de la littérature française. En 1771, il succède à son oncle à son poste de traducteur du premier Secrétariat d’État, après le décès de ce dernier.
Pendant les trois années suivantes, Iriarte a, outre son nouvel emploi, l’ajustement à la bibliothèque et aux responsabilités de son oncle, traduit ou composé de nombreux drames dont il est l’auteur, traduit et rédigé d’autres petits ouvrages (la plupart poétiques) qu’il écrivait pour son plaisir, comme pour la naissance de l’infant Carlos III en 1777. Il a également veillé aux trois éditions de la Grammaire de son oncle qui ont fait l’objet d’un examen attentif de sa part, et le recueil et la publication des deux volumes d’œuvres libres de cet écrivain, en traduisant beaucoup de ses épigrammes, certains des poèmes latins, et autres plusieurs essais.
Tomás de Iriarte a commencé sa carrière littéraire comme traducteur de théâtre français. Il a en outre traduit, l’Art poétique, d’Horace. Comme dramaturge, il a été le premier à parvenir à une formule unissant les exigences des auteurs de traités avec les goûts du public. En 1770, il publie, sous le nom de plume de Tirso de Imareta, sa comédie Hacer que hacemos, une comédie de caractère mettant en scène un fanfaron, exemple consommé d’individu affairé qui ne fait jamais rien en réalité.
Écrite en 1780, la Librería n’a été jouée que huit ans plus tard : il s’agit d’une comédie en un acte et en prose. Iriarte abandonnera, dans ses œuvres suivantes, ce modèle au profit du système de versification typique des comédies néoclassiques à vers octosyllabes. En 1788, Iriarte sort el Señorito mimado et répète la formule en 1788, et le succès qui va avec, avec la Señorita mal criada, jouée en 1791.
Dans Guzmán el Bueno, il introduit en 1791 le monologue dramatique avec accompagnement d’orchestre. Bien qu’il soit surtout connu pour ses fables : Fábulas literarias (Fables littéraires, 1782) considérées d’une plus grande qualité poétique que celles de Samaniego, dans lesquelles il introduit des allusions à des écrivains de son époque, Iriarte revendique l’honneur d’être, dans le prologue de ce livre, le premier auteur espagnol à introduire ce genre, sans tenir compte des publications de Samaniego, d’abord son disciple et bientôt son rival. Il s’agit, en fait, moins de fables que d’une méthode sophistiquée utilisée pour attaquer ses ennemis en parlant d’eux avec les noms animaux.
Iriarte a surtout été l’archétype du courtisan du XVIIIe siècle, élégant, cultivé, cosmopolite et bon causeur ; il a connu, à Madrid, une vie littéraire et sociale intense. Il a été un des plus assidus à la réunion d’amis de l’auberge Saint-Sébastien, ami de Moratín et surtout de Cadalso avec qui il a entretenu une longue correspondance.
Iriarte ne s’occupait pas que de littérature, il jouait également du violon et de la viole. Il est mort de la goutte.

## Œuvres
- Fábulas literarias, Éd. Ángel L. Prieto de Paula, Madrid, Cátedra, 1992  (ISBN 8437608473)
- El Señorito mimado ; La Señorita mal criada, Éd., intro. et notes de Russell P. Sebold, Madrid, Castalia, 1986  (ISBN 8470392948)